# 杜鵑冠網蝽
杜鵑冠網蝽（学名：Stephanitis pyrioides）为網蝽科冠網蝽屬下的一个种。